# Katzenelnbogische Successieoorlog
De Katzenelnbogische Successieoorlog (Duits: Katzenelnbogener Erbfolgekrieg) of de Katzenelnbogische Erfopvolgingsstrijd (Duits: Katzenelnbogener Erbfolgestreit of Katzenelnbogische Erbfolgestreit) (1500–1557) was een successieoorlog om het graafschap Katzenelnbogen na de dood van graaf Willem III van Hessen. Willem I "de Rijke" van Nassau-Dillenburg, de vader van Willem van Oranje en Jan VI van Nassau-Dillenburg (stamvaders van het huidige Huis Oranje-Nassau), verloor de oorlog en raakte diep in de financiële problemen.

## Achtergrond

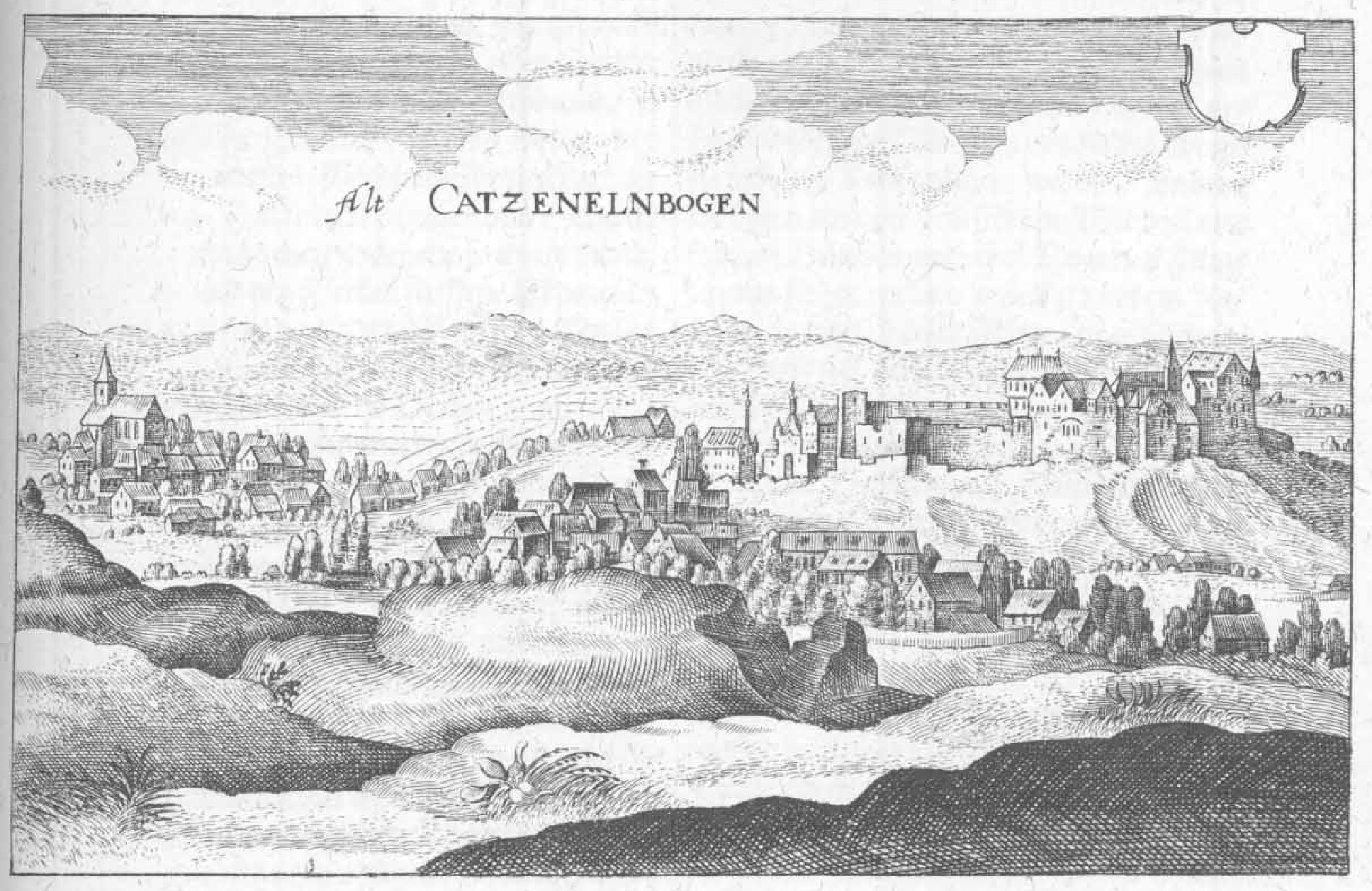
Katzenelnbogen in 1655

### Overzicht genealogie
|                           |                           | Filips van Katzenelnbogen | Filips van Katzenelnbogen | Filips van Katzenelnbogen                 | Filips van Katzenelnbogen                 | Filips van Katzenelnbogen                 | Filips van Katzenelnbogen                 |                                           |                                           | Anna van Württemberg         | Anna van Württemberg         | Anna van Württemberg         | Anna van Württemberg         | Anna van Württemberg           | Anna van Württemberg           |                                          |                                          | Lodewijk I van Hessen                    | Lodewijk I van Hessen                    | Lodewijk I van Hessen                    | Lodewijk I van Hessen                    | Lodewijk I van Hessen | Lodewijk I van Hessen |                                             |                                             | Anna van Saksen                             | Anna van Saksen                             | Anna van Saksen                             | Anna van Saksen                             | Anna van Saksen              | Anna van Saksen              |                                |                                |                                |                                |                                |                                |                          |                          |                                       |                                       |                                       |                                       |                                       |                                       |  |  |
|                           |                           | Filips van Katzenelnbogen | Filips van Katzenelnbogen | Filips van Katzenelnbogen                 | Filips van Katzenelnbogen                 | Filips van Katzenelnbogen                 | Filips van Katzenelnbogen                 |                                           |                                           | Anna van Württemberg         | Anna van Württemberg         | Anna van Württemberg         | Anna van Württemberg         | Anna van Württemberg           | Anna van Württemberg           |                                          |                                          | Lodewijk I van Hessen                    | Lodewijk I van Hessen                    | Lodewijk I van Hessen                    | Lodewijk I van Hessen                    | Lodewijk I van Hessen | Lodewijk I van Hessen |                                             |                                             | Anna van Saksen                             | Anna van Saksen                             | Anna van Saksen                             | Anna van Saksen                             | Anna van Saksen              | Anna van Saksen              |                                |                                |                                |                                |                                |                                |                          |                          |                                       |                                       |                                       |                                       |                                       |                                       |  |  |
|                           |                           |                           |                           |                                           |                                           |                                           |                                           |                                           |                                           |                              |                              |                              |                              |                                |                                |                                          |                                          |                                          |                                          |                                          |                                          |                       |                       |                                             |                                             |                                             |                                             |                                             |                                             |                              |                              |                                |                                |                                |                                |                                |                                |                          |                          |                                       |                                       |                                       |                                       |                                       |                                       |  |  |
|                           |                           |                           |                           |                                           |                                           |                                           |                                           |                                           |                                           |                              |                              |                              |                              |                                |                                |                                          |                                          |                                          |                                          |                                          |                                          |                       |                       |                                             |                                             |                                             |                                             |                                             |                                             |                              |                              |                                |                                |                                |                                |                                |                                |                          |                          |                                       |                                       |                                       |                                       |                                       |                                       |  |  |
|                           |                           |                           |                           |                                           |                                           | Anna van Katzenelnbogen                   | Anna van Katzenelnbogen                   | Anna van Katzenelnbogen                   | Anna van Katzenelnbogen                   | Anna van Katzenelnbogen      | Anna van Katzenelnbogen      |                              |                              | Hendrik III van (Opper-)Hessen | Hendrik III van (Opper-)Hessen | Hendrik III van (Opper-)Hessen           | Hendrik III van (Opper-)Hessen           | Hendrik III van (Opper-)Hessen           | Hendrik III van (Opper-)Hessen           |                                          |                                          |                       |                       |                                             |                                             | Lodewijk II van Neder-Hessen                | Lodewijk II van Neder-Hessen                | Lodewijk II van Neder-Hessen                | Lodewijk II van Neder-Hessen                | Lodewijk II van Neder-Hessen | Lodewijk II van Neder-Hessen |                                |                                | Mathilde van Württemberg       | Mathilde van Württemberg       | Mathilde van Württemberg       | Mathilde van Württemberg       | Mathilde van Württemberg | Mathilde van Württemberg |                                       |                                       |                                       |                                       |                                       |                                       |  |  |
|                           |                           |                           |                           |                                           |                                           | Anna van Katzenelnbogen                   | Anna van Katzenelnbogen                   | Anna van Katzenelnbogen                   | Anna van Katzenelnbogen                   | Anna van Katzenelnbogen      | Anna van Katzenelnbogen      |                              |                              | Hendrik III van (Opper-)Hessen | Hendrik III van (Opper-)Hessen | Hendrik III van (Opper-)Hessen           | Hendrik III van (Opper-)Hessen           | Hendrik III van (Opper-)Hessen           | Hendrik III van (Opper-)Hessen           |                                          |                                          |                       |                       |                                             |                                             | Lodewijk II van Neder-Hessen                | Lodewijk II van Neder-Hessen                | Lodewijk II van Neder-Hessen                | Lodewijk II van Neder-Hessen                | Lodewijk II van Neder-Hessen | Lodewijk II van Neder-Hessen |                                |                                | Mathilde van Württemberg       | Mathilde van Württemberg       | Mathilde van Württemberg       | Mathilde van Württemberg       | Mathilde van Württemberg | Mathilde van Württemberg |                                       |                                       |                                       |                                       |                                       |                                       |  |  |
|                           |                           |                           |                           |                                           |                                           |                                           |                                           |                                           |                                           |                              |                              |                              |                              |                                |                                |                                          |                                          |                                          |                                          |                                          |                                          |                       |                       |                                             |                                             |                                             |                                             |                                             |                                             |                              |                              |                                |                                |                                |                                |                                |                                |                          |                          |                                       |                                       |                                       |                                       |                                       |                                       |  |  |
|                           |                           |                           |                           |                                           |                                           |                                           |                                           |                                           |                                           |                              |                              |                              |                              |                                |                                |                                          |                                          |                                          |                                          |                                          |                                          |                       |                       |                                             |                                             |                                             |                                             |                                             |                                             |                              |                              |                                |                                |                                |                                |                                |                                |                          |                          |                                       |                                       |                                       |                                       |                                       |                                       |  |  |
| Johan V van Nassau-Siegen | Johan V van Nassau-Siegen | Johan V van Nassau-Siegen | Johan V van Nassau-Siegen | Johan V van Nassau-Siegen                 | Johan V van Nassau-Siegen                 |                                           |                                           | Elisabeth van Hessen-Marburg              | Elisabeth van Hessen-Marburg              | Elisabeth van Hessen-Marburg | Elisabeth van Hessen-Marburg | Elisabeth van Hessen-Marburg | Elisabeth van Hessen-Marburg |                                |                                | Willem III van (Opper-)Hessen "de Jonge" | Willem III van (Opper-)Hessen "de Jonge" | Willem III van (Opper-)Hessen "de Jonge" | Willem III van (Opper-)Hessen "de Jonge" | Willem III van (Opper-)Hessen "de Jonge" | Willem III van (Opper-)Hessen "de Jonge" |                       |                       | Willem II van (Neder-)Hessen "de Middelste" | Willem II van (Neder-)Hessen "de Middelste" | Willem II van (Neder-)Hessen "de Middelste" | Willem II van (Neder-)Hessen "de Middelste" | Willem II van (Neder-)Hessen "de Middelste" | Willem II van (Neder-)Hessen "de Middelste" |                              |                              | Anna van Mecklenburg- Schwerin | Anna van Mecklenburg- Schwerin | Anna van Mecklenburg- Schwerin | Anna van Mecklenburg- Schwerin | Anna van Mecklenburg- Schwerin | Anna van Mecklenburg- Schwerin |                          |                          | Willem I van (Neder-)Hessen "de Oude" | Willem I van (Neder-)Hessen "de Oude" | Willem I van (Neder-)Hessen "de Oude" | Willem I van (Neder-)Hessen "de Oude" | Willem I van (Neder-)Hessen "de Oude" | Willem I van (Neder-)Hessen "de Oude" |  |  |
| Johan V van Nassau-Siegen | Johan V van Nassau-Siegen | Johan V van Nassau-Siegen | Johan V van Nassau-Siegen | Johan V van Nassau-Siegen                 | Johan V van Nassau-Siegen                 |                                           |                                           | Elisabeth van Hessen-Marburg              | Elisabeth van Hessen-Marburg              | Elisabeth van Hessen-Marburg | Elisabeth van Hessen-Marburg | Elisabeth van Hessen-Marburg | Elisabeth van Hessen-Marburg |                                |                                | Willem III van (Opper-)Hessen "de Jonge" | Willem III van (Opper-)Hessen "de Jonge" | Willem III van (Opper-)Hessen "de Jonge" | Willem III van (Opper-)Hessen "de Jonge" | Willem III van (Opper-)Hessen "de Jonge" | Willem III van (Opper-)Hessen "de Jonge" |                       |                       | Willem II van (Neder-)Hessen "de Middelste" | Willem II van (Neder-)Hessen "de Middelste" | Willem II van (Neder-)Hessen "de Middelste" | Willem II van (Neder-)Hessen "de Middelste" | Willem II van (Neder-)Hessen "de Middelste" | Willem II van (Neder-)Hessen "de Middelste" |                              |                              | Anna van Mecklenburg- Schwerin | Anna van Mecklenburg- Schwerin | Anna van Mecklenburg- Schwerin | Anna van Mecklenburg- Schwerin | Anna van Mecklenburg- Schwerin | Anna van Mecklenburg- Schwerin |                          |                          | Willem I van (Neder-)Hessen "de Oude" | Willem I van (Neder-)Hessen "de Oude" | Willem I van (Neder-)Hessen "de Oude" | Willem I van (Neder-)Hessen "de Oude" | Willem I van (Neder-)Hessen "de Oude" | Willem I van (Neder-)Hessen "de Oude" |  |  |
|                           |                           |                           |                           |                                           |                                           |                                           |                                           |                                           |                                           |                              |                              |                              |                              |                                |                                |                                          |                                          |                                          |                                          |                                          |                                          |                       |                       |                                             |                                             |                                             |                                             |                                             |                                             |                              |                              |                                |                                |                                |                                |                                |                                |                          |                          |                                       |                                       |                                       |                                       |                                       |                                       |  |  |
|                           |                           |                           |                           | Willem I van Nassau-Dillenburg "de Rijke" | Willem I van Nassau-Dillenburg "de Rijke" | Willem I van Nassau-Dillenburg "de Rijke" | Willem I van Nassau-Dillenburg "de Rijke" | Willem I van Nassau-Dillenburg "de Rijke" | Willem I van Nassau-Dillenburg "de Rijke" |                              |                              |                              |                              |                                |                                |                                          |                                          |                                          |                                          |                                          |                                          |                       |                       |                                             |                                             |                                             |                                             | Filips I van Hessen                         | Filips I van Hessen                         | Filips I van Hessen          | Filips I van Hessen          | Filips I van Hessen            | Filips I van Hessen            |                                |                                |                                |                                |                          |                          |                                       |                                       |                                       |                                       |                                       |                                       |  |  |

### Oorsprong
De oorsprong van het conflict lag in de verloving van Johan V van Nassau-Siegen met Elisabeth van Hessen-Marburg in 1471. Daarbij had graaf Filips 'de Oudere' van Katzenelnbogen, bepaald dat Katzenelnbogen aan het huis Nassau zou komen als de tak van landgraaf Hendrik III van Hessen (vader van Elisabeth) zou uitsterven. Bij het uiteindelijke huwelijksverdrag tussen Johan en Elisabeth in 1482 hadden zij afstand gedaan Elisabeths erfenis met uitzondering van het moederlijke deel. Nadat Hendrik III in 1483 was overleden, wijzigde zijn weduwe Anna echter de vaderlijke erfenis van Katzenelnbogen ten gunste van haar zoon Willem III 'de Jongere' van Hessen, een bepaling die strijdig was met het verlovingsverdrag van 1471 en het huwelijksverdrag van 1482 van haar dochter Elisabeth met Johan. Willem III sloot bovendien een erfenisverdrag inzake Katzenelnbogen met de keurvorsten van Saksen en Brandenburg, waarbij hij zijn zussen Elisabeth en Mathilde (1473–1505, gehuwd met Johan II van Kleef) met 50.000 florijn zou compenseren. Mathilde zou uiteindelijk van haar erfdeel afzien, maar Johan van Nassau-Siegen protesteerde namens zijn vrouw Elisabeth tegen deze gang van zaken in 1488.

### Aanleiding
Toen Elisabeths broer Willem III 'de Jongere' van Hessen in 1500 kinderloos overleed, ontstond het scenario zoals omschreven in het verlovingsverdrag van 1471. Inderdaad maakte Elisabeth aanspraak op alle nagelaten landen van haar broer en Johan nam ook onmiddellijk de titel graaf van Katzenelnbogen aan. Maar Willem II 'de Middelste' van Hessen-Kassel, de neef van Willem III 'de Jongere', maakte ook aanspraken op Katzenelnbogen. Toen de onderhandelingen met Willem II ‘de Middelste’ van Hessen-Kassel begonnen, legde Johan aanvankelijk de titel weer neer. Voor zowel Hessen als Nassau was het graafschap Katzenelnbogen een begeerlijke erfenis, niet alleen vanwege de rijkdom, maar ook vanwege de geografische ligging.
Op 24 mei 1500 verbood rooms-koning Maximiliaan I Willem II ‘de Middelste’ de graafschappen Katzenelnbogen en Nassau aan te tasten. Ook ontving Johan van de hertog van Gulik en de abdij van Prüm enkele lenen van Katzenelnbogen. De spanningen tussen Hessen en Nassau namen toe toen Willem II 'de Middelste' van Hessen-Kassel, zonder acht te slaan op de rechten van Elisabeth, bezit nam van Katzenelnbogen. Alle pogingen van Johan om zijn rechten te verwerven bleven vruchteloos, ondanks verscheidene minnelijke onderhandelingen. De zaak met geweld tot een oplossing te brengen tegen het machtige Huis Hessen kwam niet in hem op. Daarom diende Johan een klacht in bij het Rijkskamergerecht. In 1507 deed dat gerecht uitspraak, waarbij de helft van het graafschap aan Elisabeth werd toegewezen. Willem II ‘de Middelste’ weigerde die uitspraak te aanvaarden. Het leidde tot een halve eeuw durende, moeizame en kostbare rechtsstrijd tussen Hessen en Nassau die als de Katzenelnbogische Erbfolgestreit bekend staat.

## Verloop

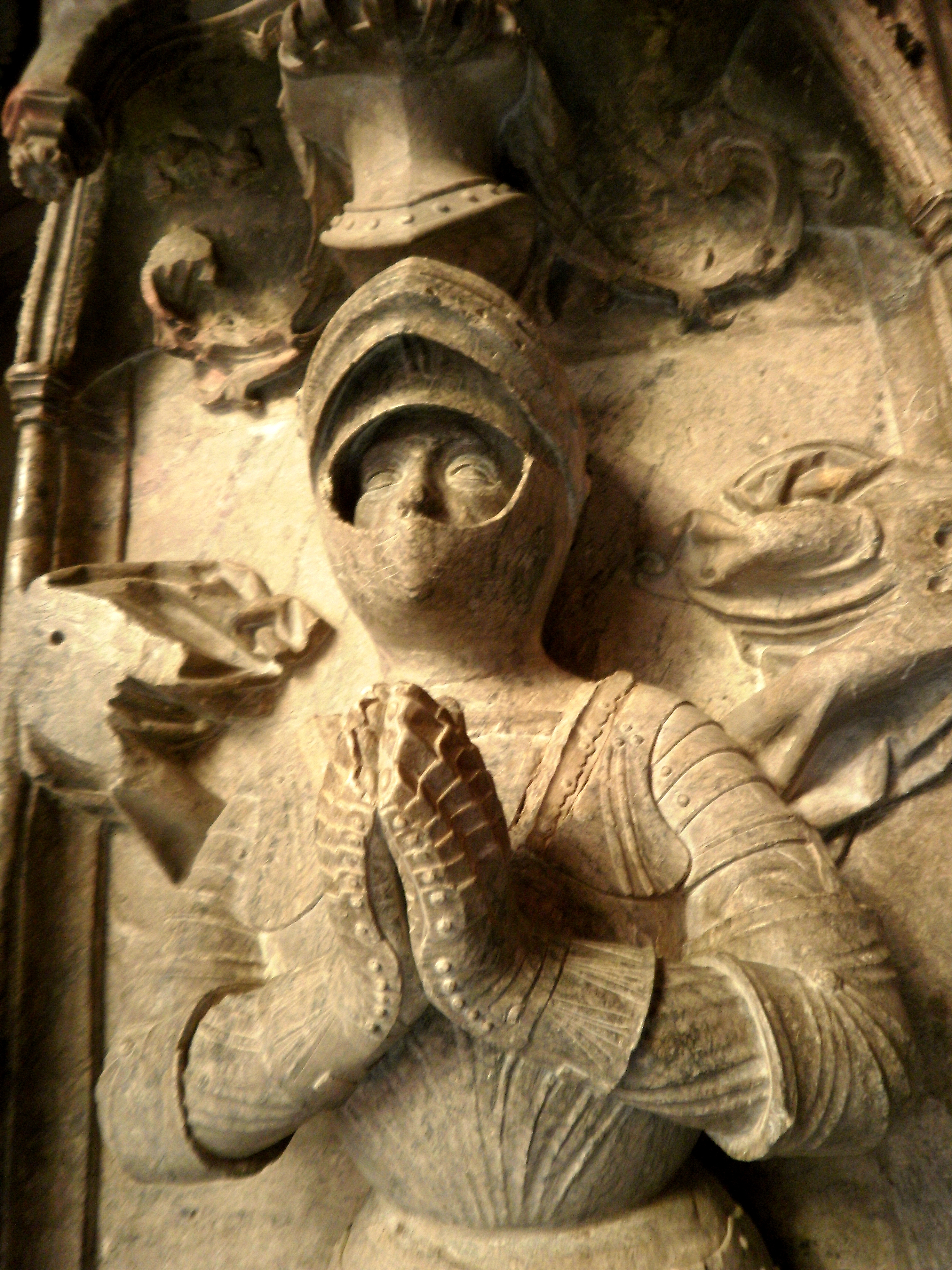
Graftombe Willem II van Hessen, ook wel Willem "de Middelste" genoemd

In de openingsfase gebruikte Willem II "de Middelste" van Hessen (overleden in 1509) veel oorlogsgeweld om zijn claim op het graafschap Katzenelnbogen af te dwingen. Met zijn troepen ging hij de Rijn op en af, verwoestte burchten, brandde dorpen plat, terwijl hij tussendoor ook nog de adellijke jacht bedreef. Hij beschouwde zich als legitieme opvolger van zijn neef Willem III "de Jonge" van Hessen en ging uit van de gedachte dat een goede heerser een strenge heerser is die laat zien dat hij de sterkste is.
Al voor de dood van Johan V van Nassau-Siegen op 30 juli 1516 waren zijn zoons Hendrik III van Nassau-Breda en Willem I van Nassau-Dillenburg (Willem "de Rijke") in 1504 en 1509 overeengekomen dat Hendrik (in navolging van zijn oom Engelbrecht II van Nassau-Breda) de Nederlandse bezittingen van de Ottoonse linie van Nassau zou erven en Willem (in navolging van hun vader Johan V van Nassau-Siegen) de Duitse bezittingen. Willem zette de strijd met Hessen om Katzenelnbogen nog decennia voort.
In augustus 1521 kocht Willem de Rijke Mathildes erfrechten van de hertog van Kleef en bereidde zich voor om desnoods met geweld zich meester te maken van Katzenelnbogen toen onderhandelingen met Filips I van Hessen opnieuw niets opleverden. Daartoe sloot hij een bondgenootschap met de machtige krijgsheer Franz von Sickingen, maar die laatste had al gauw eerder zelf hulp nodig tijdens de Ridderoorlog (1522–1523), waarin hij sneuvelde. Hoewel Nassau goede banden had met keizer Karel V en daardoor in 1524 een gunstig politiek oordeel wist te verkrijgen (het Tübinger Urteil), kon Willem daar in de praktijk weinig mee omdat hij geen middelen had om zijn rechten militair af te dwingen. In 1525 bekeerde Filips van Hessen zich tot het lutheranisme en ging over op een anti-Habsburgse en reformatorische agressieve expansiepolitiek. Tussen 1526 en 1537 zou Willem de Rijke ook geleidelijk overgaan op de lutherse godsdienst en deze in zijn Siegerland invoeren.

## Beëindiging
De meer dan vijftig jaar durende strijd, die vooral juridisch maar soms ook militair was, kwam herhaaldelijk dicht bij een beslissing, maar werd toch steeds weer voortgezet. Uiteindelijk kwam er op 30 juni 1557 te Frankfurt een vredesverdrag tot stand onder bemiddeling van de keurvorst van Saksen, graaf Otto Hendrik van de Palts en de hertogen van Gulik en Württemberg.
Willem van Nassau-Dillenburg moest afzien van zijn aanspraken op Katzenelnbogen, dat definitief aan Hessen toekwam. Ter compensatie ontving Willem 600.000 florijnen voor zijn aanspraken op de erfenis, waarvan een kwart in land en de rest in geld over een periode van acht jaar door Hessen moest worden betaald. Nassau kreeg het Hessische kwartier van het graafschap Diez, met inbegrip van de districten Camberg, Weilnau, Wehrheim, Ellar, Driedorf en de helft van Hadamar. Hoewel Willem hiermee een rijkelijke schadevergoeding had gekregen, was het graafschap Nassau door de lange strijd en het verlies van Katzenelnbogen verzwakt.
Door jarenlang wanbeheer en de oorlog waren het bestuur en de financiën van Nassau een puinhoop geworden. Toen Willem twee jaar later overleed en werd opgevolgd door zijn tweede zoon Jan VI van Nassau-Dillenburg ("Jan van Nassau" of "Jan de Oude", ook wel "Johan"), had die zijn handen nog jarenlang vol aan het grafelijk bestuur op orde brengen en de financiën saneren.